# بلوما زيغارنيك
بلوما وولفونفا زيغارنيك (9 نوفمبر (27 أكتوبر) 1900 – 24 فبراير 1988) هي عالمة نفس سوفيتية وطبيبة نفسية، كانت عضوًا في مدرسة برلين لعلم النفس التجريبي ودائرة فيغوتسكي. اكتشفت أثر زيغارنيك وساهمت في تأسيس علم نفس الأمراض التجريبي بصفته قسمًا منفصلًا في الاتحاد السوفيتي في فترة ما بعد الحرب العالمية الثانية.
أجرت في عشرينيات القرن الماضي دراسةً عن الذاكرة، وفيها قارنت علاقة الذاكرة بالمهمات المنجزة وغير المنجزة، ووجدت أن المهمات غير المنجزة أسهل في التذكر من تلك المنجزة بشكل ناجح. يُعرف هذا الآن بأثر زيغارنيك. بدأت لاحقًا العمل في معهد النشاط العصبي العالي حيث التقت بمن سيصبح أكبر مؤثر عليها وهو «فيغوفسكي»، وأصبحت ضمن دائرته المقربة من العلماء، وأسست هناك قسم علم النفس. خلال تلك الفترة، قُلدت زيغارنيك جائزة ليفين التذكارية عام 1983 لأبحاثها في علم النفس.

## النشأة والتعليم
ولدت زيغارنيك وترعرعت ياسم بلوما غيرشتاين لعائلة ليتوانية يهودية في بريناي بمقاطعة سوالكي (تقع الآن في ليتوانيا) لوولف ورونيا غريشتاين وكانت طفلتهما الوحيدة. بالرغم من أن والديها كانا يتحدثان القليل من اليديشية، فقد كانت لغتهما الأساسية الروسية وكذلك كانت لغتها. منذ عمر صغير أظهرت زيغارنيك احترامًا كبيرًا للتعليم، وظهر ذلك في رغبتها بإكمال تعليمها. كانت زيغارنيك إحدى أوائل النساء الروسيات اللاتي يرتدن الجامعة، كانت تُمضي ساعات طويلة في الدراسة في المكتبة والتقت هناك بزوجها المستقبلي ألبير زيغارنيك إذ تزوجا لاحقَا عام 1919. غادر الزوجان عام 1922 إلى برلين، حيث درس ألبير في معهد البوليتكنيك ودرست هي في جامعة برلين. التقت زيغارنيك بكورت ليفين وساعدته خلال فترة تواجدها بالجامعة. تخرجت عام 1925 ونالت شهادة الدكتوراه من نفس الجامعة عام 1927.
تخرجت زيغارنيك من جامعة برلين عام 1927. وصفت «أثر زيغارنيك» في دبلوم أجرته تحت إشراف كورت ليفين. عملت في ثلاثينيات القرن الماضي مع ليف فيغوتسكي في معهد الاتحاد للطب التجريبي. خلال فترة الحرب العالمية الثانية، ساعدت أليكسندر لوريا في علاج إصابات الرأس. كانت شريكًا مؤسسًا في قسم علم النفس في جامعة موسكو وفي ندوات روسيا عن أمراض علم النفس. توفيت في موسكو بعمر السابعة والثمانين.

## حياتها اللاحقة
انتقلت زيغارنيك وزوجها عام 1931 إلى موسكو حيث بدأت مسيرةً مهنية في معهد الاتحاد للطب التجريبي. في عام 1940، وقع حدث مهم في حياة زيغارنيك، إذ اعتُقل زوجها ألبير للاشتباه بتجسسه لصالح ألمانيا. في ذلك الوقت كان لديهما طفلان الأول بعمر السادسة مولود عام 1934 والثاني بعمر أشهر ومولود في السنة السابقة لحادثة الاعتقال؛ وكان على زيغارنيك الاعتناء بالطفلين لوحدها. خلال تلك السنة، استمرت زيغارنيك بزيارة زوجها في مكان احتجازه بسجن لوبيانكا وانتظرت لتعلم ما سيؤول إليه مصيره وماذا ستكون عقوبته. عادت زيغارنيك عام 1943 إلى موسكو لتتابع عملها في معهد الاتحاد للطب التجريبي حتى عام 1950. بعد فترة قصيرة، فقدت عملها بسبب معاداة السامية. قُلدت زيغارنيك عام 1983 بجائزة ليفين التذكارية لأبحاثها النفسية. على الرغم من تقليدها الجائزة، وبسبب قواعد الحكومة الروسية الصارمة أعيد النظر في الجائزة ووافقت عليها الحكومة لكنها لم تستطع استلامها. توفت زيغارنيك عام 1988 قبل أن تستلم جائزتها.

## المؤثرون على مسيرتها
كان كورت ليفين أول المؤثرين على زيغارنيك. التقت زيغارنيك بليفين خلال سنتها الأولى في هوملبودت بجامعة برلين. كان ليفين في ذلك الوقت معلمًا وباحثًا وأحد الاوائل الذين سمحوا للنساء بالدخول إلى مختبره. أُعجبت زيغارنيك بأفكاره التقدمية وبدأت مسيرتها العلمية ضمن مجموعته البحثية. وبالتعاون معه طورت نظريتها الشهيرة «أثر زيغارنيك». لم يكن ليفين مؤثرًا كبيرًا في حياة ليفين فقط بل كان صديقًا جيدًا لها. هناك مؤثر آخر على زيغارنيك ألا وهو إل. إس. فيغوتسكي. التقت زيغارنيك بفيغوتسكي وعملت معه بالإضافة إلى أ. آر. لوريا وأ. ن. ليونتييف في ثلاثينات القرن الماضي. درسوا معًا مواضيع تتضمن البنى العقلية وعلم النفس العام. مكّن بحثهم زيغارنيك أيضًا من تأسيس وتسمية مجالها الخاص في علم النفس.

## البحث والمساهمات
في عشرينيات القرن الماضي تابعت زيغارنيك الدراسة تحت إشراف فيغوتيسكي وتمكنت من إجراء دراسة على الذاكرة، والتي قارنت فيها علاقة الذاكرة بالمهمات المنجزة وغير المنجزة ووجدت أنه من الأسهل على الاشخاص تذكر المهمات غير المنجزة من تلك التي أنجزوها. أصبحت هذه النتائج ما يُعرف بـ «أثر زيغارنيك». بعد فترة قصيرة من اكتشافها لأثر زيغارنيك بدأت العمل في معهد النشاط العصبي العالي، حيث تأثرت بعالم النفس فيغوتيسكي وأصبحت جزءًا من نشاطات البحث العلمي التابعة له. قدم عمل زيغارنيك خدمةً عظيمة لبلدها وكعالمة في الفيزيولوجيا المرضية أسست لاستخدام عملها في الرعاية الصحية خاصةً في العمل السريري. ساعدتها تجاربها الكثيرة في تقديم خطوات تطوير علم النفس الروسي. كان لعملها تركيز سريري ساعد أخصاء الصحة النفسية على تركيز انتباههم على قضايا الصحة العقلية. إضافةً لذلك، استمرت في التدريس وركزت على أهمية الصحة العقلية والممارسة السريرية. استنتجت زيغارنيك، لاحقًا، أن أهمية التقييم الشخصي لحالة المريض النفسية وفهمه العام لبنية الخلل كان أساسيًا. لخصت زيغارنيك ذلك بقولها: «أي مشكلة تطرحها ممارسة العلاج النفسي، سواءً كانت تهتم بفحص الإعاقة أو دراسة هيكلية التعافي أو فعالية العلاج- تكون بيانات الدراسة النفسية مفيدةً في الحال فقط، متى وأينما تطرح تأهيلًا لكامل الشخصية بدلًا من أن تكون عملية عقلية محددة».

## أثر زيغارنيك
في علم النفس، يقول أثر زيغارنيك أن الاشخاص يتذكرون المهمات غير المنجزة أو المتقطعة أفضل من تذكرهم للمهمات المنجزة بشكل كامل (لا يجب الخلط بين هذا الأثر وأثر أوفسيانكينا). في علم النفس الغشتالتي، استُخدم أثر زيغارنيك لإظهار الصورة العامة لظاهرة الغشتالت؛ التي لا تظهر فقط كآثار إدراكية ولكنها حاضرة أيضًا في الإدراك.

## الجوائز والتكريمات
رُشحت زيغارنيك لجائزة ليفين التذكارية عام 1983 لعملها الخاص بعلم النفس العصبي. سُميت هذه الجائزة باسم بروفيسورها السابق كورت ليفين وتُقلد عامةً لأولئك الذي يساعدون على توسيع وتطوير البحث النفسي. قدمت زيغارنيك بنفسها العديد من المساهمات في هذا المجال من البحث؛ مُنشئةً نظريتها الخاصة ومطورةً لعلم فيزيولوجيا الأمراض، وعملت أيضًا مع البنى العقلية، وتقلدت جائزة ليفين في لايبزغ في المؤتمر الدولي لعلم النفس. على الرغم من منحها الجائزة رسميًا في المجلس، لم تستطع زيغارنيك استلام جائزتها شخصيًا أبدًا، وذلك بسبب القواعد الصارمة التي كانت سارية في روسيا في ذلك الوقت؛ خصوصًا فيما يتعلق بالحظر السياسي بين الشرق والغرب. وعلى الرغم من مراجعة الجائزة ومنحها القبول في النهاية، لم يُسمح لزيغارنيك بالسفر خارج البلاد لاستلام جائزتها. في عام 1988، وبعد خمس سنوات من ترشيحها للجائزة توفيت قبل أن تتمكن من استلامها.

## أعمال مُختارة
- تذكر المهمات المنجزة وغير المنجزة 1927.
- أمراض التفكير 1965. شركة مكتب الاستشاريين في نيويورك.
- علم النفس التجريبي غير الطبيعي 1972. منشورات بلينيوم في نيويورك.
- كورت ليفين وعلم النفس السوفيتي 1984. مجلة القضايا الاجتماعية.